# Schefflera plurispicata
Schefflera plurispicata är en araliaväxtart som beskrevs av Maguire, Steyerm. och David Gamman Frodin. Schefflera plurispicata ingår i släktet Schefflera och familjen araliaväxter. Inga underarter finns listade.